# Јединични круг
У математици, јединични круг је круг чији је полупречник 1. Често се, нарочито у геометрији, јединичним кругом сматра круг са полупречником 1 чији се центар налази у координатном почетку (0,0).

Ако су (x, y) тачке на кружници јединичног круга у првом квадранту, онда су x и y катете правоуглог троугла (исечци на x и y оси) чија је хипотенуза (полупречник) 1. Према Питагориној теореми x и y задовољавају једначину
{\displaystyle x^{2}+y^{2}=1\,\!}

Пошто је x2 = (−x)2 за свако x, и пошто су одсечци свих тачака на јединичном кругу око x и y оса и на јединичном кругу, претходна једначина важи за све тачке (x, y) на јединичном кругу, не само за први квадрант.

## Тригонометријске функције на јединичном кругу
Тригонометријске функције синус и косинус могу бити дефинисане на јединичном кругу на следећи начин. Уколико је (x, y) тачка на јединичном кругу и уколико дуж из координатног почетка до тачке (x, y) чини угао t са позитивним делом x-осе (у смеру супротним од смера казаљке на сату), тада важи:
{\displaystyle \cos(t)=x\,\!}
{\displaystyle \sin(t)=y\,\!}
Једначина x2 + y2 = 1 даје познату релацију
{\displaystyle \cos ^{2}(t)+\sin ^{2}(t)=1\,\!}
Јединични круг такође даје увид да су синус и косинус периодичне функције једнакостима:
{\displaystyle \cos t=\cos(2\pi k+t)\,\!}
{\displaystyle \sin t=\sin(2\pi k+t)\,\!}
за сваки цео број k.
Ове једнакости полазе од чињенице да x и y координате тачке на кругу остају исте уколико угао t направи било који број обртаја (1 обртај = 2π радијана).
Када се ради са правоуглим троугловима, синус и косинус, као и остале тригонометријске функције имају смисла само ако је угао већи од 0 и мањи од π/2. Користећи јединични круг, ове функције добијају смисао за било коју реалну вредност угла.